# Hippolyte Berlier
Marie-Jean-Baptiste-Hippolyte Berlier (* 10. März 1919 in Pélussin; † 22. September 1992 in Niamey) war ein römisch-katholischer Theologe und Bischof von Niamey.
Hippolyte Berlier hatte sieben Geschwister. 1932 trat er in den Redemptoristenorden ein. Während des Zweiten Weltkriegs war er Mitglied der Résistance in Frankreich. 1946 wurde er zum Priester geweiht und ging nach Niger. Dort war er in den 1950er Jahren unter anderem als Schuldirektor tätig. 1961 wurde Berlier erster Bischof des neu gegründeten Bistums Niamey. Er nahm als Konzilsvater an allen vier Sitzungsperioden des Zweiten Vatikanischen Konzils teil. 1984 legte er das Bischofsamt nieder und zog sich zurück, um fortan bei den Tuareg zu leben. Sein Grab befindet sich vor der Kathedrale von Niamey.